# Cave Spring (Georgia)
Cave Spring – miasto w Stanach Zjednoczonych, w stanie Georgia, w hrabstwie Fayette.